# Вітт Іван Йосипович
Іва́н Йо́сипович (де) Вітт (рос. Ива́н О́сипович (де) Витт; 14 червня 1781 — 1840) — граф, генерал російської кавалерії, варшавський військовий губернатор.

## Життєпис

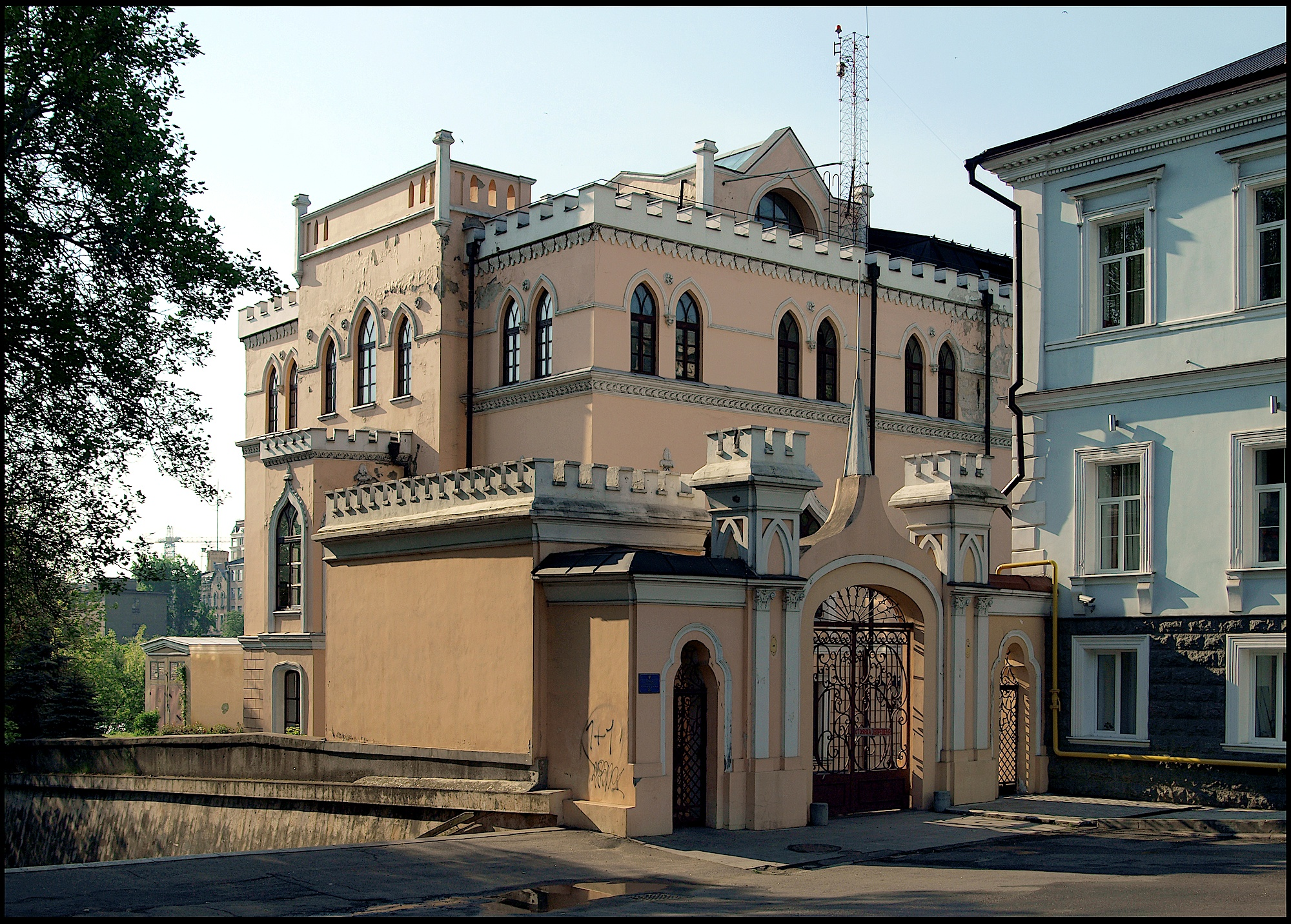
Палац Вітта в Одесі

Найстарший син Софії Клявоне (пізніше Потоцької) та Йозефа Зеферина Вітта.
Народився під час подорожі подружжя Вітт у Париж, в родині генерала майора військ коронних Йозефа Вітте (згодом коменданта Кам'янця-Подільського) та Софії Вітт. Дитинство та юність провів у Кам'янці-Подільському. Освіту оплатив та значні маєтки записав йому — другий чоловік Софії — Станіслав Щенсний Потоцький на вимогу батька Йозефа, за згоду на розлучення з Софією.
Службу розпочав у Кавалергардському полку. Відзначився у битві під Аустерліцем.